# Jean-Jacques Paulet
Jean-Jacques Paulet (n. 26 aprilie 1740, Anduze, Languedoc-Roussillon, Franța – d. 4 august 1826, Fontainebleau, Île-de-France, Franța) a fost un medic, botanist și micolog precum acuarelist și gravor francez. Abrevierea numelui său în cărți științifice este Paulet.

## Biografie

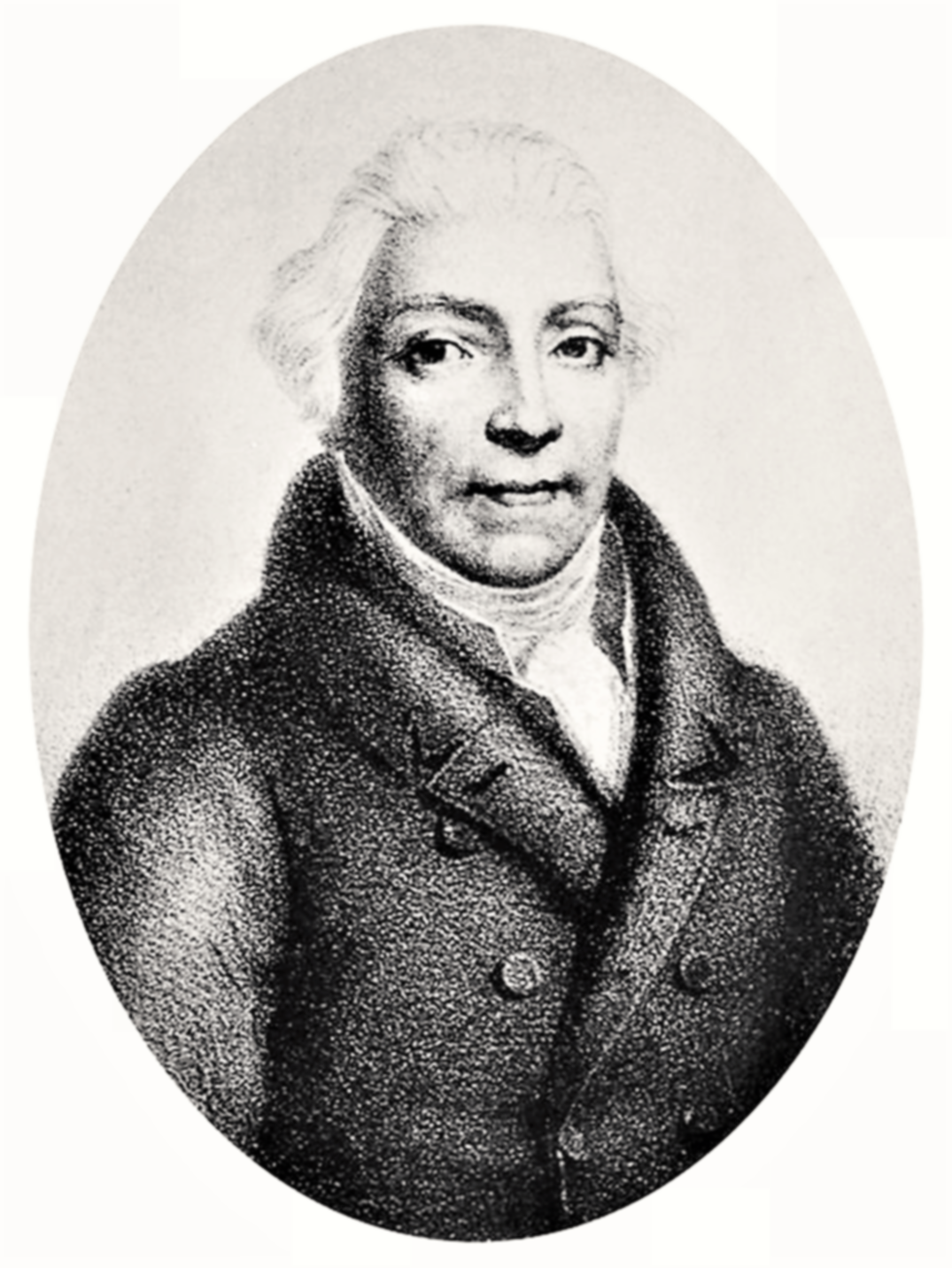
J.-J. Paulet 1775

Paulet a absolvit mai întâi colegiul din Alès și după acea facultatea de medicină la Universitatea din Montpellier, unde a promovat deja la vârsta de 24 de ani (1 martie 1764).  Apoi s-a mutat la Paris pentru a practica dar, de asemenea, s-a preocupat cu cercetări privind diverse boli, inclusiv celor pe acest timp letale, variola și ergotismul. În acest context a scris mai multe cărți care au făcut senzație, prima deja în anul 1765: Histoire de la petite vérole, avec les moyens d’en préserver les enfants (în română: „Istoria variolei, cu mijloacele de a proteja copiii”) în două volume, în care a fost cuprinsă și traducerea lucrării marelui medic egiptean din secolul al IX-lea (respectiv al X-lea) Abu Bakr Muhammad ibn Zakariya al-Razi (865-925). Trei an mai târziu a completat această lucrare prin publicarea de două cărți, una, în care a demonstrat posibilitatea păstrării unui întreg popor de această boală, alta despre secretul medicinei - prezervația împotriva variolei, urmărite de mai multe alte cu această tematică.

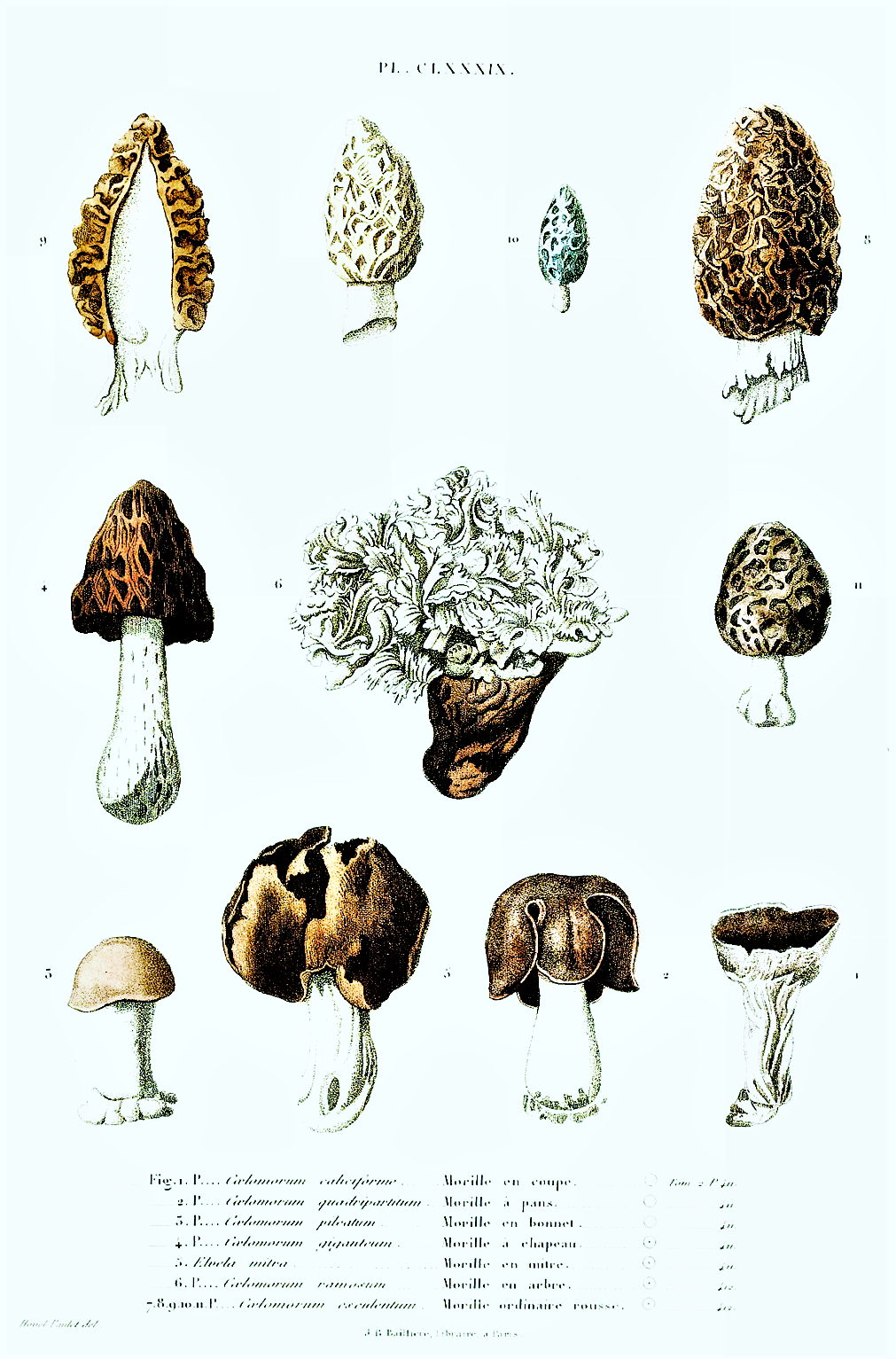
Paulet-Ascomycota

În 1776, a inițiat publicarea jurnalul medicinal Gazette de sante (apoi preluat, din 1804, de Marie de Saint-Ursin (1763-1818). Tot în 1776, Paulet a publicat cercetările sale istorice și fizice privind bolile epizootice. Lucrările lui despre ergotism au fost  publicate în Memoriile Academiei de Medicină alături de  cele ale lui Henri Alexandre Tessier (1741-1837) și Charles Jacques Saillant (1747-1814). Savantul a devenit de asemenea cunoscut pentru opoziția sa împotriva magnetismului animal în L’Antimagnétisme, ou origine, progrès, décadence, renouvellement et réfutation du magnétisme animal (în română: „Antimagnetismul sau originea, progresul, degradarea, reînnoirea și dezmințirea magnetismului animal”), (Londra, 1784 tradus în limba germană în 1788), fiind un adversar rezolut lui Franz Anton Mesmer și un suporter înfocat al inoculației 

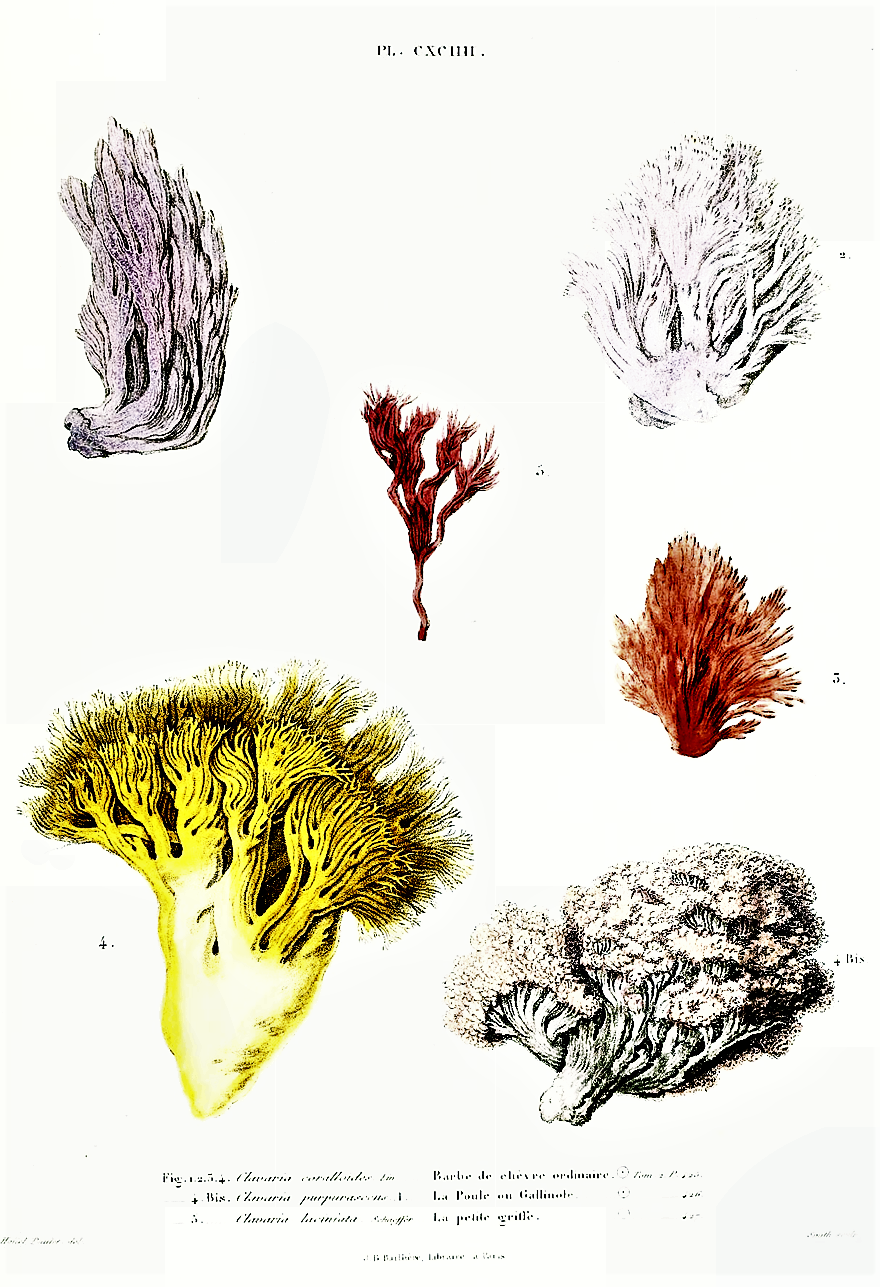
Paulet - Ramaria

Mai departe, Paulet s-a interesat pentru botanică precum micologie. Astfel a publicat între 1790 și 1793 marea sa operă Traité des champignons (în română: „Tratat despre ciuperci”) în două volume, pe aproape 600 de pagini și cu 227 de plăci gravate și colorate. În aceste cărți a descris ciuperci comestibile și otrăvitoare precum efectele acestora pentru diversele animale și om, ele fiind văzute până în prezent fundamentale pentru determinarea grupurilor de bureți. Această operă a fost completată, în 1791, de Fugorsarum plantarum tabulae. A mai scris alte două cărți celebre în domeniul botanicii: revizuirea lucrării lui John Stackhouse (1742–1819) despre genurile de plante descrise de Teofrast (1816) și despre „Flora și fauna” a lui Virgiliu (1824). După ce a devenit medic regal la castelul din Fontainebleau, a mai publicat în 1805 un mic tratat referitor la mușcătura Viperei aspis de acolo și, în 1815, o revizuire a istoriei medicinei în 5 volume a lui Kurt Sprengel (Versuch einer pragmatischen Geschichte der Arzneikunde).
În ziua de 22 octombrie 1821, savantul a fost ales corespondent al „Academiei de Științe” în secțiunea medicină și chirurgie.

## Publicații (selecție)
Câteva lucrări ale marelui savant:
- An sanitati noceat frequens exspuitio, Editura F.A. Quillau, Paris 1765
- Histoire de la petite vérole, avec les moyens d'en préserver les enfans et d'en arrêter la contagion en France, Editura Ganeau, Paris 1765
- Mémoire pour servir de suite à l'Histoire de la petite vérole, dans lequel on démontre la possibilité et la facilité de préserver un peuple entier de cette maladie, Editura Ganeau, Paris 1768
- Le Secret de la médecine révélé, ou Préservatif contre la petite vérole et l'inoculation, Editura Ganeau, Paris 1768
- Avis au public. Sur son plus grand intérest, ou l'Art de se préserver de la petite vérole, Editura Ganeau, Paris 1769
- Recherches historiques et physiques sur les maladies épizootiques, avec les moyens d’y remédier dans tous les cas, publiées par ordre du Roi (publicat în numele regelui), Editura Ruault, Paris 1775
- L'Antimagnétisme ou Origine, progrès, décadence, renouvellement et réfutation du magnétisme animal, Londra 1784
- Traité des champignons, 2 vol., Imprimerie royale puis nationale, Paris 1790-1793
- Tabulæ plantarum fugorsarum, Paris 1791
- Observations sur la vipère de Fontainebleau, et sur les moyens de remédier à sa morsure, Editura Remard, Fontainebleau 1805
- Prospectus du Traite historique, graphique culinaire et medical des Champignons, 2 volume, Editura  L’Imprimerie Nationale du Louvre, Paris 1808
- Iconographie des Champignons, Editura  L’Imprimerie Nationale du Louvre, Paris 1812, cu 217 plăci
- Flore et faune de Virgile, ou Histoire naturelle des plantes et des animaux (reptiles, insectes) les plus intéressants à connaître, Editura Mme Huzard,, Fontainebleau 1824